# Lackey Ridge
Lackey Ridge är en bergstopp i Antarktis. Den ligger i Västantarktis. Inget land gör anspråk på området. Toppen på Lackey Ridge är 2 012 meter över havet.
Terrängen runt Lackey Ridge är kuperad norrut, men söderut är den platt. Trakten är obefolkad. Det finns inga samhällen i närheten.